# Écausseville
Écausseville ist eine französische Gemeinde mit 112 Einwohnern (Stand: 1. Januar 2022) im Département Manche in der Region Normandie. Sie gehört zum Arrondissement Cherbourg und zum Kanton Valognes. 
Sie liegt auf der Halbinsel Cotentin und grenzt im Nordwesten an Éroudeville, im Norden an Saint-Floxel, im Nordosten an Joganville, im Osten an Émondeville, im Südosten an Fresville, im Süden an Picauville (Berührungspunkt) und im Südwesten an Le Ham. 

## Bevölkerungsentwicklung
| Jahr      | 1962 | 1968 | 1975 | 1982 | 1990 | 1999 | 2008 | 2018 |
| --------- | ---- | ---- | ---- | ---- | ---- | ---- | ---- | ---- |
| Einwohner | 140  | 129  | 113  | 87   | 89   | 88   | 108  | 103  |

## Sehenswürdigkeiten
- Kirche Saint-Martin

### Hangare für Luftschiffe
Während des Ersten Weltkriegs entschied sich die französische Armee für den Einsatz von Luftfahrzeugen gegen deutsche U-Boote. Am 6. Dezember 1916 wurde deshalb das Projekt für zwei Hangare für Luftschiffe, einen aus Holz und einen aus Beton, im Weiler Bazirerie in der Gemeindegemarkung vom Écausseville abgesegnet. Der hölzerne wurde vom Januar bis im August 1917 erbaut. Derjenige aus Beton entstand ab dem Herbst 1917. Letzterer ist heute noch vorhanden und trägt seit 2003 den Status eines Monument historique.

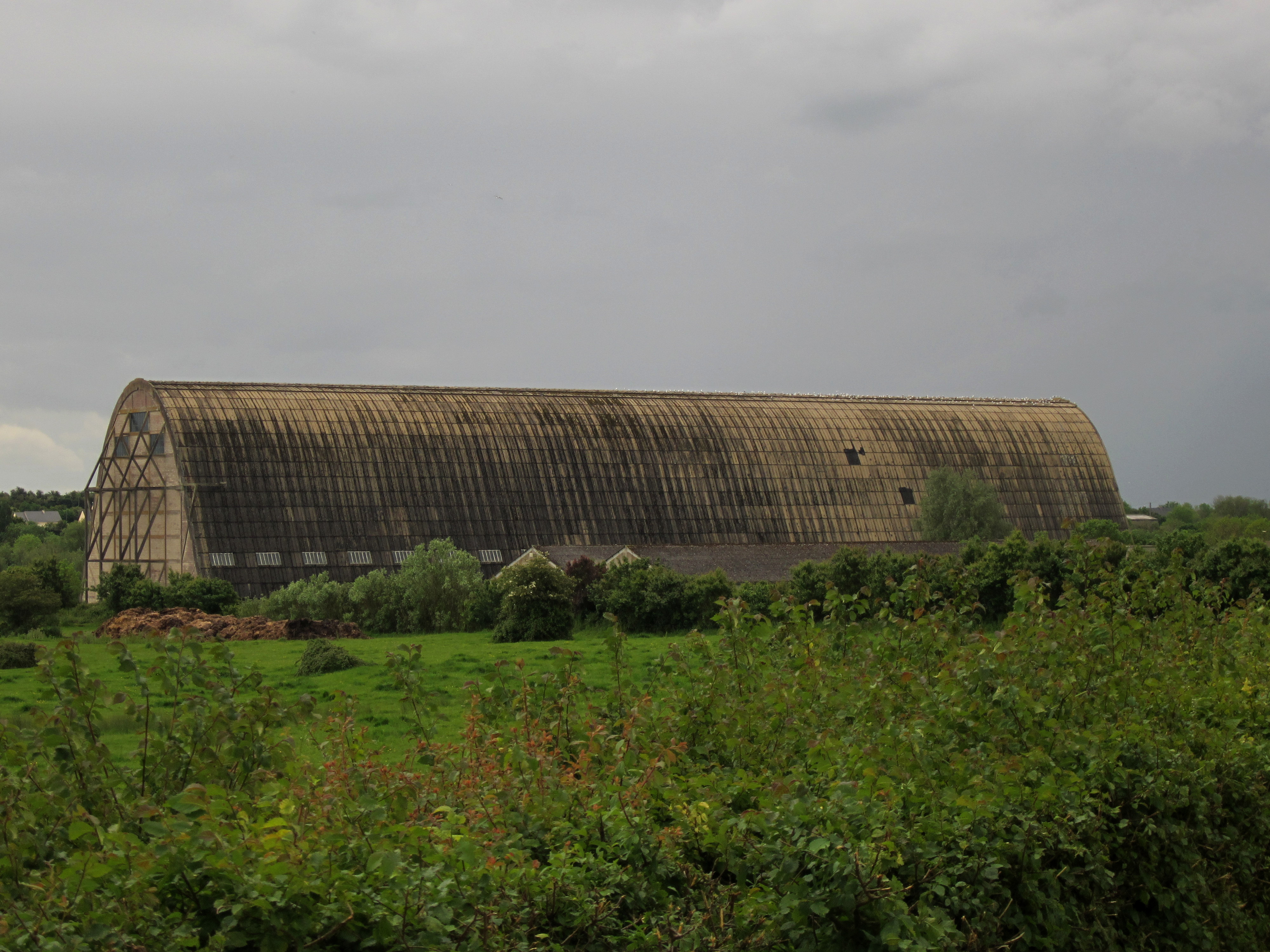
Hangar
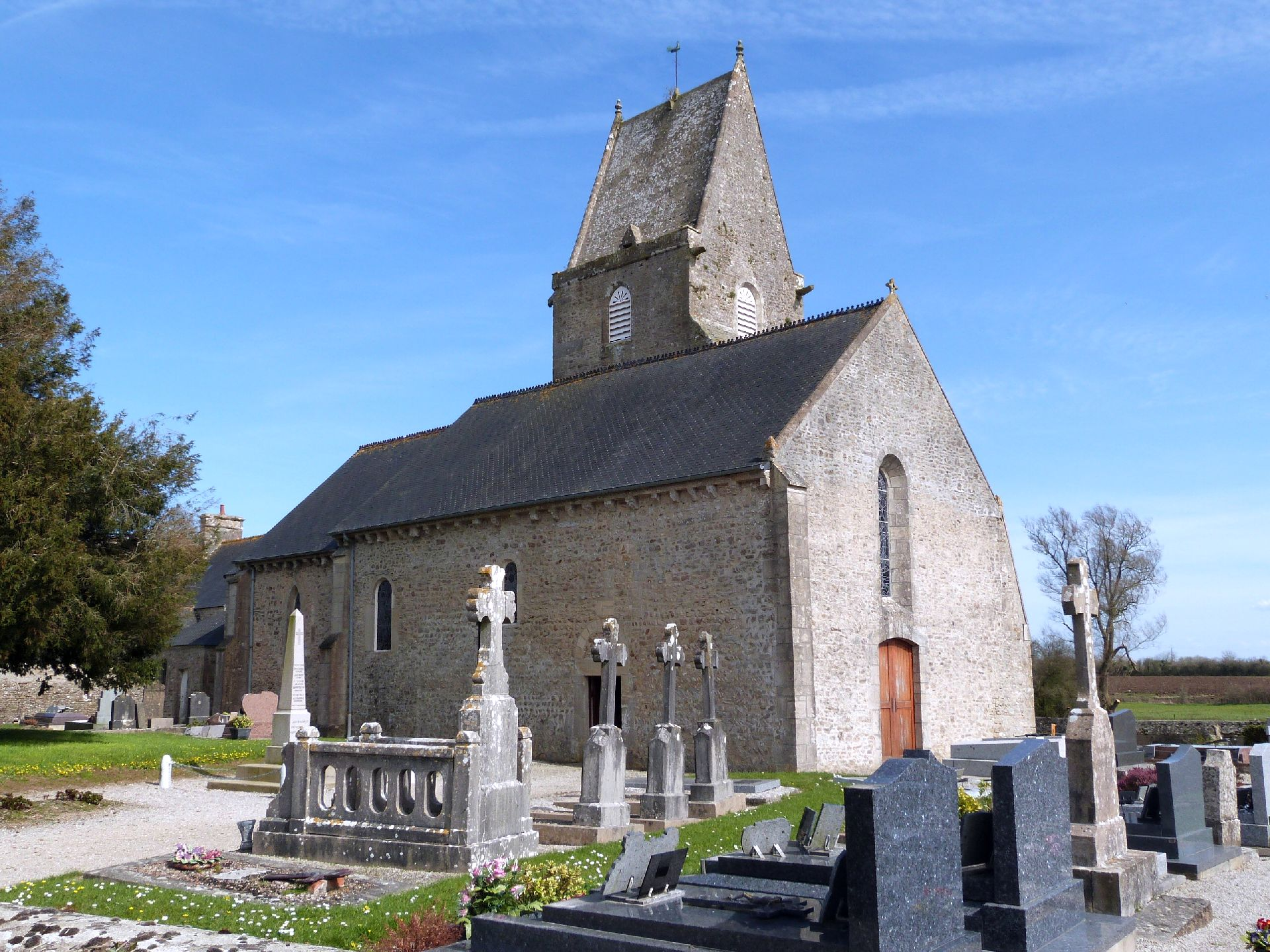
Kirche Saint-Martin